# HookDump
HookDump — кейлогер для Windows 95/98.

## Опис
Крім збору всіх даних про активність клавіатури і миші, зберігав назви програм, які використовувалися користувачем, вікна і поля форм. Завдяки функції context logging, зберігав дані полів з паролями, що використовувалися активними програмами, наприклад прихований і не введений користувачем пароль в утиліті для Dial-Up Networking. У програми була функція автозавантаження при старті операційної системи. Після запуску процес HookDump не відображався в диспетчері завдань Windows. Розмір програми становив 21760 байт.[джерело?]

## Оцінки
Тижневик «Комп'ютерра» в 1999 році назвав HookDump найкращою програмою у своєму класі.

## Платформи
- Windows 3.x
- Windows 95/98